# Saison 1970-1971 des Celtics de Boston
La saison 1970-1971 des Celtics de Boston est la 25e saison de la franchise américaine de la National Basketball Association (NBA).

## Draft
| Tour | Rang | Joueur          | Position | Nationalité | Provenance     |
| ---- | ---- | --------------- | -------- | ----------- | -------------- |
| 1    | 4    | Dave Cowens     | C/PF     | États-Unis  | Florida State  |
| 2    | 21   | Rex Morgan      | PG/SG    | États-Unis  | Jacksonville   |
| 3    | 38   | Willie Williams | F        | États-Unis  | Florida State  |
| 7    | 106  | Charlie Scott   | G/F      | États-Unis  | North Carolina |

## Classement de la saison régulière
| Conférence Est | Conférence Est         | Conférence Est | Conférence Est | Conférence Est |
| No             | Franchise              | Vic.           | Déf.           | PCT            |
| -------------- | ---------------------- | -------------- | -------------- | -------------- |
| 1              | Knicks de New York     | 52             | 30             | 63,4           |
| 2              | Bullets de Baltimore   | 42             | 40             | 51,2           |
| 3              | 76ers de Philadelphie  | 47             | 35             | 57,3           |
| 4              | Hawks d'Atlanta        | 36             | 46             | 43,9           |
|                |                        |                |                |                |
| 5              | Celtics de Boston      | 44             | 38             | 53,7           |
| 6              | Royals de Cincinnati   | 33             | 49             | 40,2           |
| 7              | Braves de Buffalo      | 22             | 60             | 26,8           |
| 8              | Cavaliers de Cleveland | 15             | 67             | 18,3           |

| Division Atlantique   | V  | D  | PCT  | GB |
| --------------------- | -- | -- | ---- | -- |
| Knicks de New York    | 52 | 30 | 63,4 | -  |
| 76ers de Philadelphie | 47 | 35 | 57,3 | 5  |
| Celtics de Boston     | 44 | 38 | 53,7 | 8  |
| Braves de Buffalo     | 22 | 60 | 26,8 | 30 |

## Effectif
| Numéro | Joueur          | Position | Provenance                      |
| ------ | --------------- | -------- | ------------------------------- |
| 7      | Art Williams    | PG       | Cal Poly Pomona                 |
| 10     | Jo Jo White     | PG       | Kansas                          |
| 11     | Steve Kuberski  | PF       | Bradley                         |
| 12     | Don Chaney      | SG       | Houston                         |
| 16     | Tom Sanders     | SF       | NYU                             |
| 17     | John Havlicek   | SF       | Ohio State                      |
| 18     | Dave Cowens     | C        | Florida State                   |
| 19     | Don Nelson      | SF       | Iowa                            |
| 20     | Rex Morgan      | SG       | Jacksonville University         |
| 26     | Rich Johnson    | C        | Grambling State University      |
| 27     | Bill Dinwiddie  | PF       | New Mexico Highlands University |
| 28     | Willie Williams | F        | Florida State                   |
| 29     | Hank Finkel     | C        | Dayton                          |
| 33     | Garfield Smith  | C        | Eastern Kentucky University     |

## Statistiques
| Joueur          | Matchs | Min/m. | % Tir | % LF | Rbds/m. | Pass/m. | Pts/m. |
| --------------- | ------ | ------ | ----- | ---- | ------- | ------- | ------ |
| Don Chaney      | 81     | 28.3   | .454  | .748 | 5.7     | 2.9     | 11.5   |
| Dave Cowens     | 81     | 38.0   | .422  | .732 | 15.0    | 2.8     | 17.0   |
| Bill Dinwiddie  | 61     | 11.8   | .375  | .730 | 3.4     | 0.6     | 4.9    |
| Hank Finkel     | 80     | 15.4   | .438  | .732 | 4.3     | 1.0     | 6.5    |
| John Havlicek   | 81     | 45.4   | .450  | .818 | 9.0     | 7.5     | 28.9   |
| Rich Johnson    | 1      | 13.0   | .800  |      | 5.0     | 0.0     | 8.0    |
| Steve Kuberski  | 82     | 22.8   | .420  | .727 | 6.6     | 1.0     | 9.3    |
| Rex Morgan      | 34     | 7.8    | .402  | .648 | 1.8     | 0.6     | 3.4    |
| Don Nelson      | 82     | 27.5   | .468  | .744 | 6.9     | 1.9     | 13.9   |
| Tom Sanders     | 17     | 7.1    | .364  | .875 | 1.0     | 0.6     | 2.3    |
| Garfield Smith  | 37     | 7.6    | .362  | .393 | 2.6     | 0.2     | 2.9    |
| Jo Jo White     | 75     | 37.2   | .464  | .799 | 5.0     | 4.8     | 21.3   |
| Art Williams    | 74     | 15.4   | .455  | .723 | 2.8     | 3.1     | 4.9    |
| Willie Williams | 16     | 3.5    | .188  | .600 | 0.6     | 0.1     | 0.9    |

## Récompenses
- Dave Cowens, NBA Rookie of the Year
- John Havlicek, All-NBA First Team
- John Havlicek, NBA All-Defensive Second Team
- Dave Cowens, NBA All-Rookie First Team